# Attenti agli occhi, attenti al...
Attenti agli occhi, attenti al... (Attention les yeux !) è un film del 1976 diretto da Gérard Pirès.
La pellicola, con protagonista Claude Brasseur, rappresenta il debutto cinematografico accreditato di Daniel Auteuil.

## Trama
A un regista senza molta esperienza o talento viene offerto di girare un film pornografico dal titolo "La châtreuse de charme", quando in realtà, voleva girare un adattamento de La Certosa di Parma, che era troppo costoso per i gusti del produttore.